# Upgrade (film, 2018)
Pour la mise à jour en informatique, voir Upgrade.
Pour plus de détails, voir Fiche technique et Distribution.
Upgrade, Reprogrammé au Québec, est un film de science-fiction australien écrit et réalisé par Leigh Whannell, sorti en 2018.

## Synopsis
Grey Trace vit avec sa femme Asha. Cette dernière travaille pour Cobolt, une entreprise travaillant sur l'amélioration humaine via des ordinateurs. Un soir, Grey et sa femme sont violemment agressés. Asha meurt sous les yeux de son mari. Paralysé, Grey Trace est approché par Eron Keen, un richissime inventeur. Ce dernier lui propose un remède expérimental qui va améliorer son corps et ses facultés. Grâce à un implant couplé à une intelligence artificielle, Grey voit ses capacités physiques décuplées. Il se lance alors dans une quête de vengeance pour tuer les assassins de sa femme.

## Fiche technique
- Titre original : Upgrade
- Réalisation et scénario : Leigh Whannell
- Décors : Katie Sharrock
- Costumes : Maria Pattison
- Photographie : Stefan Duscio
- Montage : Andy Canny
- Musique : Jed Palmer
- Production : Jason Blum, Brian Kavanaugh-Jones et Kylie du Fresne
  - Coproducteurs : Bailey Conway, Phillip Dawe et Beatriz Sequeira
  - Producteurs délégués : Charles Layton, Ben Grant, Rosemary Blight et Leigh Whannell
- Sociétés de production : Blumhouse Productions, Goalpost Pictures Australia, Automatik Entertainment, Nervous Tick et Film Victoria
- Société de distribution : Apollo Films
- Pays d'origine :  Australie
- Langue originale : anglais
- Genre : science-fiction, action, horreur
- Durée : 100 minutes
- Dates de sortie :
  - États-Unis : 10 mars 2018 (South By Southwest)
  - Australie : 7 juin 2018 (Sydney) ; 14 juin 2018
  - France : 3 octobre 2018

## Distribution
- Logan Marshall-Green (VF : Sébastien Hébrant ; VQ : Frédérik Zacharek) : Grey Trace
- Betty Gabriel (VF : Delphine Moriau ; VQ : Manon Arsenault) : Cortez
- Harrison Gilbertson (VF : Maxime Van Santvoort ; VQ : Gabriel Lessard) : Eron Keen
- Benedict Hardie (VF : Philippe Allard ; VQ : Martin Watier) : Fisk Brantner
- Richard Anastasios : Wen
- Christopher Kirby (en) (VQ : Pierre-Yves Cardinal) : Tolan
- Richard Cawthorne (en) : Serk Brantner
- Clayton Jacobson : Manny, le barman
- Melanie Vallejo (en) (VF : Mélanie Dermont ; VQ : Annie Girard) : Asha, la femme de Grey
- Linda Cropper (en) (VFB : Rosalia Cuevas) : Pamela, la mère de Grey
- Sachin Joab : Dr Bhatia
- Kai Bradley : Jamie
- Simon Maiden (VF : Michelangelo Marchese ; VQ : Tristan Harvey) : Stem (voix)
- Abby Craden (VFB : Fabienne Loriaux) : Kara, l'IA domestique (voix)

Version Française
- Société de doublage : Les Studios de Saint-Ouen
- Direction Artistique : Aurélien Ringelheim
- Enregistrement : Stéfano Paganini
- Adaptation : Marc Girard-Igor
- Mixage : Hamid Naghibi

Sources et légende : Version française (VF) sur carton du doublage français sur Netflix Belgique. Version québécoise (VQ) sur Doublage Québec

## Accueil

### Critiques
En France, le film obtient une moyenne de 3,5⁄5, pour 14 critiques, sur le site Allociné.
Pour le journal L'Humanité, ce film présente un scénario aux bases simples mais solide « La trame simple de cette série B aussi décalée qu’haletante est magnifiée par ses idées visuelles et sa dynamique sans faille. ». Le magazine Le Nouvel Observateur retient principalement le travail de chorégraphie réalisé pour ce film « Ça pulse, ça décoiffe, c'est habile. Dans le genre geek-baston, une petite réussite. ».

## Distinctions

### Nominations et sélections
- L'Étrange Festival 2018 : sélection en section Mondovision
- Festival international du film de Catalogne 2018 : sélection en compétition internationale